# Lotobia turbatrix
Lotobia turbatrix är en tvåvingeart som beskrevs av Kim och Han 1990. Lotobia turbatrix ingår i släktet Lotobia och familjen hoppflugor.
Artens utbredningsområde är Kongo. Inga underarter finns listade i Catalogue of Life.